# Vesper Lynd
Vesper Lynd là một nhân vật hư cấu xuất hiện trong cuốn tiểu thuyết về James Bond có tựa Casino Royale của nhà văn Ian Fleming. Cô lần lượt được thủ vai bởi Ursula Andress trong bản parody James Bond 1967 (chỉ dựa trên một ít yếu tố từ tiểu thuyết) và bởi Eva Green trong bản chuyển thể điện ảnh 2006. Trong nguyên tác tiểu thuyết, nhân vật giải thích rằng cô được sinh ra trong "một buổi tối đầy giông bão", vì thế cha mẹ đặt tên cho cô là "Vesper" (tiếng Latin của từ "buổi tối"). Fleming đã tạo ra một công thức làm cocktail trong tiểu thuyết mà Bond đặt tên cho nó theo tên cô. "Martini Vesper" trở nên rất phổ biến sau khi tiểu thuyết xuất bản, và từ đó cho ra đời câu cửa miệng nổi tiếng "shaken, not stirred" (lắc, [nhưng] không khuấy) luôn có mặt trong các bộ phim Bond. Tên thật của loại đồ uống này (cũng như công thức hoàn chỉnh của nó) được đề cập trên màn ảnh lần đầu tiên trong bản chuyển thể 2006 Sòng bạc hoàng gia. Năm 1993, nhà báo Donald McCormick cho biết Fleming tạo ra Vesper dựa trên cuộc đời có thật của đặc vụ người Ba Lan Krystyna Skarbek, người từng làm việc trong tổ chức Special Operations Executive.